# Perényiové
Perényiové je jméno starobylého uherského šlechtického rodu původem z oblasti Abova (maďarsky Abaúj) v Horních Uhrách, dnešním Slovensku. Jméno rodu je odvozeno od slovenské obce Perín.

## Původ rodu
Prvním známým předkem rodu je Urban (Orbán) z Doboše (latinsky Urbanus de Dobos), je zmiňován za vlády krále Ondřeje III. v roce 1292 a zemřel před rokem 1318. Od něj pošly tři větve rodu Perényiů: "palatinská větev" (Nádori ág), "z Rychnavy" (A rihnói ág) a „baronská větev“ (Bárói ág).

## Významní členové rodu

### Palatinská větev

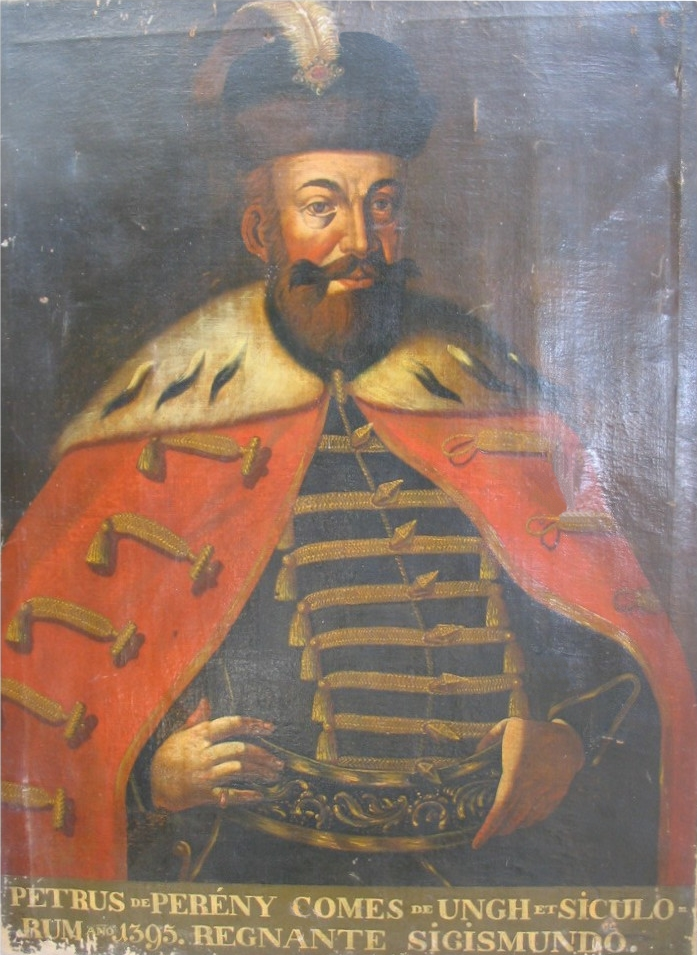
Petr Perényi, strážce uherské koruny

- Mikuláš I. Perényi (fl. 1334), župan Šarišské župy, syn zakladatele rodu.
  - Petr Perényi († 1388), člen doprovodu krále Zikmunda, byl jmenován hlavou panství Diósgyőr a Újvárské a Zemplínské župy. Byl guvernérem (várnagy) pevnosti Regéc (1360). Za své služby od krále obdržel panství Sv. Mikuláš, Mukačevo a Trebišov.
    - Mikuláš III. Perényi († 1396, bitva u Nikopole), guvernér hradu Diósgyőr po svém otci (1388), uherský královský číšník (1387-1390), bán Severinské bánoviny (1390).
      - Mikuláš IV. Perényi († 1428), syn předchozího. Působil jako nejvyšší stájník (1420-1428), župan Marmarošské župy v letech 1418-1428 a Trenčínské a Nitranské župy v letech 1425-1428 a nakonec Tekovské župy.

    - Emerich Perényi († 1418), sekretář krále Zikmunda, diplomat, tajný kancléř, župan Abovského kraje a Boršodského kraje.
      - Štěpán Perényi († 1437), stolník krále Zikmunda (1431-1437).
      - Jan Perényi († 1458), župan zemplínský (1438-1440, 1452), královský číšník (1438, 1445-1458).
        - Štěpán Perényi, župan Zemplínského kraje, královský stolník a číšník (1472-1478). Manžel Uršuly Újlakiové, sestry knížete Vavřince Újlakiho.
          - Mirko III. Perényi († 1519), uherský palatin (1504-1519). Manžel Dorotey Kanižské:
            - František Perényi (1500-1526), katolický prelát, biskup varadínský.
            - Petr Perényi (1502-1548), strážce koruny (koronaőr), vojevoda sedmihradský (1526-1529).
              - Gabriel Perényi (1532–1567), župan Abovského kraje, velkokapitán Horních Uher, nejvyšší zemský soudce v Uhrách (1554–1557, 1563), stoupenec reformace.
              - Mikuláš Perényi, biskup vacovský.

### Rychnavská větev
- Mikuláš Perényi (fl. 1316-1358), zakladatel této větve. Bojoval po boku krále Karla I. Roberta proti oligarchovi Matouši Čákovi a účastnil se také tažení proti srbskému králi Štěpánu Uroši II. Milutinovi. Od krále dostal panství Kobyly zabavené synům Amadea Aby. Je smiňován v roce 1323 jako místosoudce (vicejudex) uherského palatina Filipa I. Drugeta a poté jako vicepalatin uherský a alispán. Ve 30. letech 14. století byl fundátorem augustiniánského kláštera v Hrabkově a v roce 1340 kláštera v Krížovanech.
- Mikuláš Perényi († 1444, bitva u Varny), královský stolník, v roce 1440 kapitán hradů Kežmarok a Spiš.
- Mikuláš Perényi řečený Rihnói, rychtář, člen královského dvora (1411), důvěrník krále Zikmunda, královský vrchní stájník (1417-1420).

### Baronská větev
- Petr Perényi († kolem roku 1423), sikulský župan (1397-1401), bán Mačvanské bánoviny (1397, 1400-1401), župan několika krajů, guvernér Golubacké pevnosti a nejvyšší královský soudce (1415-1423).
  - Jan Perényi mladší (* kolem roku 1402 - † asi 1452), župan Marmarošské župy (1430-33), dále Ugočské a Spišské župy. Účastnil se po boku krále sedmihradského a valašského tažení (1427) na podporu knížete Dana II. Od krále získal panství Milhosť.
    - Jan Perényi de Kisperény († 1493), nejvyšší dveřník u dvora královny Beatrix, diplomat krále Matyáše Korvína.
      - Gabriel Perényi († v bitvě u Moháče), župan Ugočské župy, královský komorník (1505). Byl ženatý v prvním manželství s Uršulou Báthoryovou, sestrou palatina Štěpána Báthoryho, poté s chorvatskou šlechtičnou Kateřinou Frankopanovou, významnou mecenáškou vědy.
- Štěpán Perényi († 1521-24), královský komorník (1510), královský stolník (1520). Manžel Isoty (Alžběty) Frankopanové sestry bána Kryštofa Frankopana. Za své služby dostal s bratrem panství Kölcse, Túristvándi, Cséke, Tiszacsécse, Kömörő, Fülesd, Cégénydányád, Zekeres et Korod.
  - Michal Perényi († 1557), nejvyšší číšník krále Ferdinanda I., župan Zemplínského kraje. Padl v bitvě u Mukačeva. Syn předchozího a bratr Františka:
  - František Perényi († 1562), taverník, důvěrník královny Isabely Jagellonské. Konvertoval ke kalvinismu a stal se družiníkem Jana Zikmunda Zápolského. Císařské vojsko obsadilo v roce 1557 jeho pevnost Vynhoradiv (Nagyszőlő), Perényiho a jeho rodinu zajalo a majetek zkonfiskovalo.
- Jiří Perényi (1580-1638), I. baron Perényi, župan Zemplínského a Abovského kraje.
- baron Farkaš Perényi, účastník Rákócziho povstání (1703-1711), sloužil jako kapitán a plukovník generála Berčéniho.
- baron Emerich Perényi (1746-1823), doktor filosofie, kanovník a velkopřevor ostřihomský.
- baron Mikuláš Perényi (1659-1711), generál kuruců.
- baron Jan Perényi (1757-1825), kapitán, královský komorník, administrátor Nitranské župy.
- baron Lazar Perényi (1769-1827), komorník, skutečný tajný rada, poradce Uherské místodržitelské rady (Helytartótanács) (1825-1827), královský místopokladník, tajemník (1798), rada (1800) a poté od roku 1825 místopředseda královské komory (Udvari Kamara či Hofkammer), administrátor Marmarošské župy, župan Turnianské župy (1821).
- baron Jiří Perényi (1773-1842), poradce uherské kanceláře (Magyar Udvari Kancellária).
- baron Zsigmond Perényi (1783-1849), župan, člen a mluvčí sněmovny magnátů.
- baron Zikmund Perényi (1870-1946), župan Marmarošské župy (1903-1913), ministr vnitra Friedrichovy vlády (1919).
- baron Petr Perényi (1839-1896), politik.
- baron Petr Perényi (1876-1957), župan Ugočské župy. Syn předchozího.
- baron Bartoloměj Perényi (1803-1877), c.k. komorník.

### Další členové rodu
- Eszter Perényiová (* 1943), maďarská houslistka.
- Miklós Perényi (* 1948), maďarský violoncellista, profesor Akademie Ference Liszta.